# 文化学園長野中学校・高等学校
文化学園長野中学・高等学校（ぶんかがくえんながのちゅうがく・こうとうがっこう）は、長野県長野市稲葉上千田に所在し、中高一貫教育を提供する私立中学校・高等学校（併設型中高一貫校）。長野県内の私立中高一貫校としては佐久長聖中学校・高等学校、長野日本大学中学校・高等学校、長野清泉女学院中学校・高等学校及び松本秀峰中等教育学校に次いで5番目の開校となる。文化学園大学の附属学校。
略称は「文大長野中学・高校」。文化祭は「すみれ祭」と称する。

## 中高一貫制の教育区分
文化学園長野中学校・高等学校では、前期2年間のホップ（中学校の第1学年及び第2学年）、中期2年間のステップ（中学校第3学年及び高等学校第1学年）及び後期2年間のジャンプ（高等学校の第2学年及び第3学年）に区分する「2-2-2制」（寸胴型）を採用する。

## 沿革
- 1931年（昭和6年）4月15日 - 長野文化学院として開校。
- 1958年（昭和33年）4月7日 - 長野文化高等学校に改称。
- 1983年（昭和58年）12月1日 - 文化女子大学附属長野高等学校に改称。
- 1996年（平成8年）4月1日 - コース制導入（2コース4課程）。
- 2005年（平成17年）4月1日 - 教育課程を2コース7インベンションに変更。
- 2011年（平成23年）3月1日 - 共学部と女子部の2部制を開始し、文化学園長野高等学校に改称。
- 2013年（平成25年）12月20日 - 長野県知事より文化学園長野中学校の設置が認可される[3]。
- 2014年（平成26年）4月1日 - 文化学園長野中学校開校。

## 教育目標
1. 健全な精神と豊かな情操。
2. 卓越した判断力と実践力。
3. 規範意識の高揚。

## 姉妹校
- 文化学園大学保育専門学校

## 著名な出身者
- 宮川真衣（シンガーソングライター）

## 校歌・応援歌
- 校歌[リンク切れ]

## 最寄駅
- 北陸新幹線、信越本線（JR東日本）、しなの鉄道、長野電鉄：長野駅。
  - 東口よりアルピコ交通 85系統 または 善光寺口よりアルピコ交通 47・48系統に乗車、「文大長野高校前」下車。

## 関連学校
- 文化学園大学 - 文化学園大学短期大学部
- 文化学園大学杉並中学校・高等学校